# Божій Михайло Михайлович
Миха́йло Миха́йлович Божі́́й  (20 вересня 1911, Миколаїв — 1 січня 1990, Одеса) — український радянський живописець, член-кореспондент з 1958 року та дійсний член Академії мистецтв СРСР з 1962 року; член Спілки радянських художників України. Депутат Верховної Ради СРСР 6—7-го скликань (1962—1970 роки). Батько художника Святослава Божія.

## Біографія
Народився 7 [20] вересня 1911 року на околиці міста Миколаєва (нині у складі України) в сім'ї робітників. Протягом 1930—1933 років навчався в Миколаївському художньому технікумі, був учнем Данила Крайнєва.
З 1933 року працював цинкографом та художником у редакції газети, був оформлювачем вулиць і площ в місті Миколаєві. У 1935 році брав участь в художньому оздобленні Будинку спеціалістів у Миколаєві. У 1936 році на запрошення Одеської кінофабрики вступив до групи художників-мультиплікаторів і переїхав до Одеси. Працював також художником Одеського дитячого кінотеатру імені Фрунзе.
На початку німецько-радянської війни виконував плакати для випусків сатиричних вікон ТАРС в Одесі.
У післявоєнні роки був художником художньо-виробничих майстерень при Художньому фонді СРСР. Був членом правління Спілки художників СРСР з 1958 року. Мешканці Білгород-Дністровського району двічі обирали його до складу Верховної Ради СРСР.
Мешкав в Одесі, в будинку на вулиці Чкалова № 1, квартира № 9. Помер в Одесі 1 січня 1990 року. Похований в Одесі на Другому християнському цвинтарі.

## Творчість
Працював у галузі станкового живопису, малював тематичні картини, портрети, пейзажі, натюрморти. Був представником соціалістичного реалізму. Серед робіт:
- «Н. Я. Мастеренко» (1934; Миколаївський художній музей);
- «Портрет Героя Радянського Союзу Ростислава Кушлянського» (1945; Національний художній музей України[3])
- «Таню, не моргай» (1947);
- «Портрет народної артистки СРСР Лідії Мацієвської» (1947; Одеський художній музей);
- «Портрет лікаря» (1948; Харківський художній музей);
- «Портрет батька» (1949);
- «Бавовняр» (1949—1950; Миколаївський художній музей);
- «Відмінниця Світлана Шипунова» (1950; Національний художній музей України);
- «Перший урок» (1950);
- «Портрет заслуженої артистки УРСР, Ольги Яківни Куксенко» (1952; Національний художній музей України[3]);
- «Портрет дружини» (1952; Національний художній музей України[3]);
- «Жіночий портрет» (1954; Сімферопольський художній музей);
- «Медсестра» (1955; Національний художній музей України[3]);
- «Дівчина в синій хустці» (1955; Національний художній музей України[3]);
- «На призьбі» (1956);
- «Ми виросли в полум'ї» (1957; Національний художній музей України);
- «Студент» (1959; Національний художній музей України);
- «Біля дзеркала» (1959);
- «Думи мої, думи…» (1959—1960; Національний художній музей України);
- «Володимир Ленін» (1960—1961);
- «Володимир Ленін біля карти ГОЕЛРО» (1961);
- «Ми новий світ збудуємо» (1961);
- «Портрет композитора Костянтина Данькевича» (1962);
- «20 століття. Володимир Ленін» (1964—1967);
- «Бетховен» (1968—1969);
- «Новий час» (1969);
- «Апасіоната» (1975; Черкаський художній музей);
- «Олександр Пушкін і Анна Керн» (1978; Одеський художній музей);
- «За вишиванням» (1979);
- «Світанок» (1981—1982);
- «Травень» (1981—1982);
- «Спогади про Іспанію. Присвята Веласкесу» (1981—1983);
- «Великий мрійник» (1985);
- «Катерина. За мотивами поеми Т. Г. Шевченка» (1985—1986);
- «Тарас Шевченко на Дніпрі» (1985—1986).

Автор медальйонів на східному фронтоні Будинку спеціалістів у Миколаєві.
Брав участь у художніх виставках з 1938 року, у республіканських з 1945 року, всесоюзних з 1950 року, зарубіжних з 1951 року, зокрема в Сирії у 1958 році, у США у 1959 році, у Чехословаччині у 1960]році, в Італії у 1962 році.

## Відзнаки
Нагороджений
- орденами Трудового Червоного Прапора, «Знак Пошани», Дружби народів;
- медалями:
  - «За доблесну працю у Великій Вітчизняній війні 1941—1945 рр.»;
  - Срібна медаль Міністерства культури СРСР (1955; за портрет «Медсестра»);
  - Бронзова медаль Міжнародної виставки в Брюсселі (1958; за портрет «Медсестра»);
  - Срібна медаль Академії мистецтв СРСР (за картину «Думи мої, думи…»);
- Державна премія Української РСР імені Тараса Шевченка (1974; за картини «20 століття. Володимир Ленін», «Новий час»)[4];

почесні звання
- Заслужений діяч мистецтв УРСР з 1957 року;
- Народний художник УРСР з 1960 року;
- Народний художник СРСР з 1963 року.

## Вшанування
- В пам'ять про художника в Одесі у 1988 році, на будинку по вулиці Великій Арнаутській № 1, де він жив і де була його майстерня, встановлена меморіальна дошка[5];
- 21 грудня 2012 року вулицю Лізи Чайкіної в Одесі перейменовано на вулицю Михайла Божія.
- 2019 року Департамент культури, національностей, релігій та охорони об’єктів культурної спадщини Одеської обласної державної адміністрації затвердив обласну премію образотворчого мистецтва імені Михайла Божія[6][7].

## У мистецтві
- Портрети художника виконали Олександр Бєлов (1955; Одеський художній музей) та Володимир Бобиль (1963, метал)[8]. Скульптурний портрет виконав скульптор Антон Чубін (1954)[9];
- У журналі «Перець» № 9 за 1974 рік розміщено дружній шарж Анатолія Арутюнянца з нагоди нагородження Михайла Божія Державною премією Української РСР імені Тараса Шевченка.[10]